# Ludwigite
La ludwigite, chiamata anche collbranite (simbolo IMA: Ldw) è un minerale del gruppo omonimo appartenente alla famiglia dei "borati" con composizione chimica Mg2Fe3+O2(BO3.

## Etimologia e storia
La ludwigite prende il nome da Ernst Ludwig (19 gennaio 1842, Freudenthal, Slesia austriaca - 14 ottobre 1915 Vienna), che fu il primo a studiare ed analizzare il minerale. Era professore di chimica all'Università di Vienna e lavorò nei settori della chimica minerale, dell'analisi delle acque minerali, della chimica alimentare e della chimica forense.

## Classificazione
La classica nona edizione della sistematica dei minerali di Strunz, aggiornata dall'Associazione Mineralogica Internazionale (IMA) fino al 2009, elenca la ludwigite nella classe "6. Borati" e nella sottoclasse "6.A Monoborati"; questa viene ulteriormente suddivisa in base alla struttura dei minerali, in modo da trovare la ludwigite nella sezione "6.AB BO3, con anioni aggiuntivi; 1(D) + OH, ecc." dove il minerale forma il sistema nº 6.AB.30 insieme ad azoproite, bonaccordite, fredrikssonite e vonsenite.
Tale classificazione viene mantenuta anche nell'edizione successiva, proseguita dal database "mindat.org" e chiamata Classificazione Strunz-mindat dove, oltre ai minerali già citati, sono elencati anche savelievaite e marinaite.
Nella Sistematica dei lapis (Lapis-Systematik) di Stefan Weiß la ludwigite si trova nella classe dei "nitrati, carbonati e borati" e da lì nella sottoclasse dei "nesoborati"; qui è nel "gruppo della ludwigite" con il numero di sistema V/G.04 insieme a vonsenite, azoproite, fredrikssonite, bonaccordite, ortopinakiolite, chestermanite, takéuchiite, folvikite, blatterite e gaudefroyite.
Anche la classificazione dei minerali secondo Dana, usata principalmente nel mondo anglosassone, elenca la ludwigite nella famiglia dei "carbonati, nitrate e borati" e in particolare nella classe dei "borati"; qui è nella sottoclasse dei "borati anidri" e nella sezione dei "borati anidri con [formula] (A)2+BO2[XO3]" dove forma il "gruppo della ludwigite (gruppo spaziale: Pbam)" con il numero di sistema 24.02.01 insieme ad azoproite, bonaccordite, chestermanite, fredrikssonite e vonsenite.

## Abito cristallino
La ludwigite cristallizza nel sistema ortorombico con il gruppo spaziale Pbam (gruppo nº 55) con i parametri reticolari a = 9,2411(6) Å, b = 12,2948(9) Å e c = 3,0213(3) Å, oltre ad avere 4 unità di formula per cella unitaria.

## Origine e giacitura
La ludwigite si forma solitamente in skarn di ferro magnesico e in depositi metamorfici di contatto; i minerali associati sono clinohumite, forsterite, magnetite, szaibélyite e vonsenite.
La ludwigite è stata rinvenuta in diversi siti sparsi per il mondo; innanzitutto si ricorda la sua località tipo, "Ocna de Fier" presso Moldova Nouă (in Romania), così come altre diverse miniere o depositi rumeni, come per esempio la miniera "Jupiter" o la miniera "Iara".
In Italia il minerale è stato rinvenuto nella cava di "Corcolle" (Lazio); in alcune valli presso Valfurva (Lombardia); a Lessolo (Piemonte).
Altri luoghi per la ludwigite sono (solo per citarne alcuni): il distretto di Yauli (Perù); la miniera di "Aguilar" nella provincia di Jujuy (Argentina); molte contee sparse nella parte Ovest degli Stati Uniti; nella contea di Hastings in Ontario e nella regione amministrativa di Outaouais nel Québec (Canada).
In Europa, sempre per citarne alcuni, si sono avuti ritrovamenti a Vysoká (Slovacchia); Finkenberg (Austria); la miniera di ferro di "Krumovo" nel distretto di Jambol (Bulgaria); nella miniera di rame "Virtasalmi" nel Savo (Finlandia); a Céret (Occitania, Francia); Bad Harzburg e Schwarzenberg (Germania); le contee di Dalarna, di Stoccolma, di Värmland e di Västmanland (in Svezia); sull'isola di Skye (Scozia).

## Forma in cui si presenta in natura
I cristalli di ludwigite appaiono solitamente come incompleti, di aspetto fibroso e curvo, di lunghezza fino a 20 cm; si trovano comunemente in aggregati a ventaglio.
La lucentezza è serica o semi metallica, il colore è verde scuro, nero o verde nero e anche il suo striscio è di colore nero verdastro.